# Список творів Дмитра Шостаковича

## Музичний театр

### Опери та оперети
- «Ніс» — опера в трьох діях на лібрето Шостаковича, Прейса, Іоніна та Замятіна за однойменною повістю Миколи Гоголя, тв. 15 (1927–1928). Перша постановка: Ленінград, Малий оперний театр, 18 січня 1930
- «Велика блискавка», комічна опера на лібрето Миколи Асєєва (1931–1932), не закінчена. фрагменти вперше виконані у Великому залі Ленінградської філармонії 11 Новини за лютий 1981.
- «Леді Макбет Мценського повіту», опера в чотирьох діях на лібрето Шостаковича та Прейса за однойменним романом Миколи Лєскова, тв. 29 (1930–1932). перша постановка: Ленінград, Малий оперний театр, 22 січня 1934
- «Оранг», пролог до комічної опері на лібрето Олександра Старчакова та Олексія Толстого, що не оркестровано (1932)
- «Казка про попа і працівника його Балду», музика до мультфільму-опері (1934)
- «Катерина Ізмайлова» (друга редакція опери «Леді Макбет Мценського повіту»), тв. 114 (1953–1962). Перша постановка: Москва, Московський академічний музичний театр ім. К. С. Станіславського і В. І. Немировича-Данченка, 8 січня 1963.
- «Гравці», опера за однойменною п'єсою Гоголя (1941–1942), автором не закінчена. Вперше виконана в концертному виконанні у Великому залі Ленінградської філармонії 18 вересня 1978. Перша постановка у версії Кшиштофа Мейєра — 12 червня 1983, Вупперталь. Перша постановка в Москві — 24 січня 1990, Камерний музичний театр.
- «Москва, Черемушки», оперета в трьох діях на лібрето Володимира Маса та Михайла Червінського, тв. 105 (1957–1958)

### Балети
- «Золотий вік»  (рос. «Золотой век»), балет на три дії на лібрето А. Іванівського, тв. 22 (1929–1930). Перша постановка: Ленінград, Державний академічний театр опери та балету, 26 жовтня 1930, балетмейстер Василь Вайнонен. Перше подання відродженої версії: Москва, Великий театр, 14 жовтня 1982, балетмейстер Юрій Григорович
- «Болт», хореографічний спектакль у трьох діях на лібрето В. Смирнова, тв. 27 (1930–1931). Перша постановка: Ленінград, Державний академічний театр опери та балету, 8 квітня 1931, балетмейстер Федір Лопухов.
- «Світлий струмок» (рос. «Светлый ручей»), комічний балет на три дії з прологом на лібрето Ф. Лопухова і А. Піотровського, тв. 39 (1934–1935). Перша постановка: Ленінград, Малий оперний театр, 4 червня 1935, балетмейстер Ф. Лопухов.

### Музика до театральних постановок
- «Клоп», музика до п'єси В. В. Маяковського у постановці В. Е. Мейєрхольда, тв. 19 (1929). Прем'єра — 13 Новини за лютий 1929, Москва
- «Постріл», музика до п'єси А. Безименського, тв. 24. (1929). Прем'єра — 14 Фотозвіт 1929, Ленінград, Театр робочої молоді
- «Цілина», музика до п'єси А. Горбенко і Н. Львова, тв. 25 (1930); партитура втрачена. Прем'єра — 9 травня 1930, Ленінград, Театр робочої молоді
- «Прав, Британія», музика до п'єси А. Петровського, тв. 28 (1931). Прем'єра — 9 травня 1931, Ленінград, Театр робочої молоді
- «Умовно вбитий», музика до п'єси В. Воєводіна і Е. Рісса, тв. 31 (1931). Прем'єра — 2 жовтня 1931, Ленінград, Мюзик-хол
- «Гамлет», музика до трагедії У. Шекспіра, тв. 32 (1931–1932). Прем'єра — 19 травня 1932, Москва, Театр ім. Вахтангова
- «Людська комедія», музика до вистави П. Сухотина за романами О. де Бальзака, тв. 37 (1933–1934). Прем'єра — 1 квітня 1934, Москва, Театр ім. Вахтангова
- «Салют, Іспанія!», Музика до пьесе А. Афіногенова, тв. 44 (1936). Прем'єра — 23 листопада 1936, Ленінград, Театр драми ім. Пушкіна
- «Король Лір», музика до трагедії У. Шекспіра, тв. 58а (1941). Прем'єра — 24 березня 1941, Ленінград
- «Вітчизна», музика до вистави, тв. 63 (1942). Прем'єра — 7 листопада 1942, Москва, Центральний клуб імені Дзержинського
- «Російська ріка», музика до вистави, тв. 66 (1944). Прем'єра — 17 квітня 1944, Москва, Центральний клуб імені Дзержинського
- «Весна переможна», дві пісні до спектаклю на вірші М. Свєтлова, тв. 72 (1946). Прем'єра — 8 травня 1946, Москва, Центральний клуб імені Дзержинського
- «Гамлет», музика до трагедії У. Шекспіра (1954). Прем'єра — 31 березня 1954, Ленінград, Театр драми ім. Пушкіна

### Музика до кінофільмів
- «Новий Вавилон» (німий фільм; режисери Г. Козинцев і Л. Трауберг), тв. 18 (1928–1929)
- «Одна» (режисери Г. Козинцев і Л. Трауберг), тв. 26 (1930–1931)
- «Золоті гори» (режисер С. Юткевич), тв. 30 (1931)
- «Зустрічний» (режисери Ф. Ермлер і С. Юткевіч), тв. 33 (1932)
- «казка про попа і працівника його Балду» (мультфільм; режисер Михайло Цехановский), тв. 36 (1933–1934). Робота не закінчена
- «Любов та ненависть» (режисер А. Гендельштейн), тв. 38 (1934)
- «Юність Максима» (режисери Г. Козинцев і Л. Трауберг), тв. 41 (1934)
- «Подруги» (режисер Л. Арнштам), тв. 41а (1934–1935)
- «Повернення Максима» (режисери Г. Козинцев і Л. Трауберг), тв. 45 (1936–1937)
- «Волочаевские дні» (режисери Г. і С. Васильєви), тв. 48 (1936–1937)
- «Виборзька бік» (режисери Г. Козинцев і Л. Трауберг), тв. 50 (1938)
- «Друзі» (режисер Л. Арнштам), тв. 51 (1938)
- «Великий громадянин» (режисер Ф. Ермлер), тв. 52 (1 серія, 1937) і 55 (2 серія, 1938–1939)
- «Людина з рушницею» (режисер С. Юткевич), тв. 53 (1938)
- «Дурний мишеня» (режисер М. Цехановский), тв. 56 (1939)
- «Пригоди Корзинкин» (режисер К. Мінц), тв. 59 (1940–1941)
- «Зоя» (режисер Л. Арнштам), тв. 64 (1944)
- «Прості люди» (режисери Г. Козинцев і Л. Трауберг), тв. 71 (1945)
- «Молода гвардія» (режисер С. Герасимов), тв. 75 (1947–1948)
- «Пирогов» (режисер Г. Козинцев), тв. 76 (1947)
- «Мічурін» (режисер О. Довженка), тв. 78 (1948)
- «Зустріч на Ельбі» (режисер Г. Александров), тв. 80 (1948)
- «Падіння Берліна» (режисер М. Чіаурелі), тв. 82 (1949)
- «Бєлінський» (режисер Г. Козинцев), тв. 85 (1950)
- «Незабутній 1919-й» (режисер М. Чіаурелі), тв. 89 (1951)
- «Пісня великих річок» (режисер Я. Ивенс), тв. 95 (1954)
- «Овід» (режисер А. Файнциммер), тв. 97 (1955)
- «перший ешелон» (режисер М. Калатозов), тв. 99 (1955–1956)
- «Хованщина» (фільм-опера — оркестровка опери М. П. Мусоргського), тв. 106 (1958–1959)
- «п'ять днів — п'ять ночей» (режисер Л. Арнштам), тв. 111 (1960)
- «Черемушки» (за оперетою «Москва, Черемушки»; режисер Г. Раппапорт) (1962)
- «Гамлет» (режисер Г. Козинцев), тв. 116 (1963–1964)
- «Рік як життя» (режисер Г. Рошаль), тв. 120 (1965)
- «Катерина Ізмайлова» (по опері; режисер М. Шапіро) (1966)
- «Софія Перовська» (режисер Л. Арнштам), тв. 132 (1967)
- «Король Лір» (режисер Г. Козинцев), тв. 137 (1970)

## Твори для оркестру

### Симфонії
- Симфонія № 1 f-moll, тв. 10 (1924–1925). Прем'єра — 12 травня 1926, Ленінград, Великий зал філармонії. Оркестр Ленінградської філармонії, диригент Н. Малько
- Симфонія № 2 H-dur «Жовтню», тв. 14, з фінальним хором на слова А. Безименського (1927). Прем'єра — 5 листопада 1927, Ленінград, Великий зал філармонії. Оркестр і хор Ленінградської філармонії, диригент Н. Малько
- Симфонія № 3 Es-dur «Першотравнева», тв. 20, з фінальним хором на слова С. Кірсанова (1929). Прем'єра — 21 січня 1930, Ленінград. Оркестр і хор Ленінградської філармонії, диригент А. Гаук
- Симфонія № 4 c-moll, тв. 43 (1935–1936). Прем'єра — 30 Фотозвіт 1961, Москва, Великий зал Консерваторії. Оркестр Московської філармонії, диригент К. Кондрашин
- Симфонія № 5 d-moll, тв. 47 (1937). Прем'єра — 21 Листопад 1937, Ленінград, Великий зал філармонії. Оркестр Ленінградської філармонії, диригент Є. Мравинский
- Симфонія № 6 h-moll, тв. 54 (1939) в трьох частинах. Прем'єра — 21 листопада 1939, Ленінград, Великий зал філармонії. оркестр Ленінградської філармонії, диригент Є. Мравинский
- Симфонія № 7 C-dur «Ленінградська», тв. 60 (1941). Прем'єра — 5 березня 1942, Куйбишев, Будинок культури. Оркестр Великого театру, диригент С. Самосуд
- Симфонія № 8 c-moll, тв. 65 (1943), присвячена Є. Мравинського. Прем'єра — 4 листопада 1943, Москва, Великий зал консерваторії. Державний академічний симфонічний оркестр СРСР, диригент Є. Мравинский
- Симфонія № 9 Es-dur, тв. 70 (1945) в п'яти частинах. Прем'єра — 3 листопада 1945, Ленінград, Великий зал філармонії. Оркестр Ленінградської філармонії, диригент Є. Мравинский
- Симфонія № 10 e-moll, тв. 93 (1953). Прем'єра — 17 Фотозвіт 1953, Ленінград, Великий зал філармонії. Оркестр Ленінградської філармонії, диригент Є. Мравинский
- Симфонія № 11 g-moll «1905 рік», тв. 103 (1956–1957). Прем'єра — 30 жовтня 1957, Москва, Великий зал Консерваторії. Державний академічний симфонічний оркестр СРСР, диригент Н. Рахлін
- Симфонія № 12 d-moll «1917 рік», тв. 112 (1959–1961), присвячена пам'яті В. І. Леніна. Прем'єра — 1 жовтня 1961, Ленінград, Великий зал філармонії. Оркестр Ленінградської філармонії, диригент Є. Мравинский
- Симфонія № 13 b-moll «Бабин Яр», тв. 113 (1962) в п'яти частинах, для баса, хору басів та оркестру на вірші Є. Євтушенко. Прем'єра — 18 Фотозвіт 1962, Москва, Великий зал Консерваторії. В. Громадський (бас), Державний хор і хор Гнесинського інституту, оркестр Московської філармонії, диригент К. Кондрашин.
- Симфонія № 14, тв. 135 (1969) в одинадцяти частинах, для сопрано, баса, струнних та ударних на вірші Ф. Г. Лорки, Г. Аполлінера, В. Кюхельбекера та Р. М. Рільке. Прем'єра — 29 вересня 1969, Ленінград, Великий зал академії хорового мистецтва імені М. І. Глінки. Г. Вишневська (сопрано), Є. Владимиров (бас), Московський камерний оркестр, диригент Р. Баршай.
- Симфонія № 15 A-dur, тв. 141 (1971). Прем'єра — 8 січня 1972, Москва, Симфонічний оркестр Державного телебачення та Всесоюзного радіо, диригент М. Шостакович

### Концерти
- Концерт для фортепіано з оркестром (струнні та солююча труба) № 1 c-moll, тв. 35 (1933). Прем'єра — 15 жовтня 1933, Ленінград, Великий зал філармонії. Д. Шостакович (фортепіано), А. Шмідт (труба), оркестр Ленінградської філармонії, диригент Ф. Штідрі.
- Концерт для фортепіано з оркестром № 2 F-dur, тв. 102 (1957). Прем'єра — 10 травня 1957, Москва, Великий зал Консерваторії. М. Шостакович (фортепіано), Державний академічний симфонічний оркестр СРСР, диригент Н. Аносов.
- Концерт для скрипки з оркестром № 1 a-moll, тв. 77 (1947–1948). Прем'єра — 29 жовтня 1955, Ленінград, Великий зал філармонії. Д. Ойстрах (скрипка), оркестр Ленінградської філармонії, диригент Є. Мравінський
- Концерт для скрипки з оркестром № 2 cis-moll, тв. 129 (1967). Прем'єра — 26 вересня 1967, Москва, Великий зал Консерваторії. Д. Ойстрах (скрипка), оркестр Московської філармонії, диригент К. Кондрашин
- Концерт для віолончелі з оркестром № 1 Es-dur, тв. 107 (1959). Прем'єра — 4 жовтня 1959, Ленінград, Великий зал філармонії. М. Ростропович (віолончель), оркестр Ленінградської філармонії, диригент Є. Мравінський
- Концерт для віолончелі з оркестром № 2 G-dur, тв. 126 (1966). Прем'єра — 25 вересня 1966, Москва, Великий зал Консерваторії. М. Ростропович (віолончель), Державний академічний симфонічний оркестр СРСР, диригент Є. Свєтланов

### Інші твори
- Скерцо fis-moll, тв. 1 (1919)
- Тема з варіаціями B-dur, тв. 3 (1921–1922)
- Скерцо Es-dur, тв. 7 (1923–1924)
- Сюїта з опери «Ніс» для тенора та баритона з оркестром, тв. 15а (1928)
- Сюїта з балету «Золотий вік», тв. 22а (1930)
- Дві п'єси для опери Е. Дрессель «Бідний Колумб», тв. 23 (1929)
- сюїта з балету «Болт» (Балетна сюїта № 5), тв. 27а (1931)
- сюїта з музики до фільму «Золоті гори», тв. 30а (1931)
- Сюїта з музики до фільму «Гамлет», тв. 32 а (1932)
- Сюїта № 1 для естрадного оркестру (1934)
- ять фрагментів, тв. 42 (1935)
- Сюїта № 2 для естрадного оркестру (1938)
- Сюїта з музики до фільмів про Максима (хор і оркестр; аранжування Л. Атовмян), тв. 50а (1961)
- Урочистий марш для духового оркестру (1942)
- Сюїта з музики до фільму «Зоя» (з хором; аранжування Л. Атовмян), тв. 64а (1944)
- Сюїта з музики до фільму «Молода гвардія» (аранжування Л. Атовмян), тв. 75а (1951)
- Сюїта з музики до фільму «Пирогов» (аранжування Л. Атовмян), тв. 76а (1951)
- Сюїта з музики до фільму «Мічурін» (аранжування Л. Атовмян), тв. 78а (1964)
- Сюїта з музики до фільму «Зустріч на Ельбі» (голосу та оркестр; аранжування Л. Атовмян), тв. 80а (1948)
- Сюїта з музики до фільму «Падіння Берліна» (з хором; аранжування Л. Атовмян), тв. 82а (1950)
- Балетна сюїта № 1 (1949)
- Сюїта з музики до фільму «Бєлінський» (з хором; аранжування Л. Атовмян), тв. 85а (1960)
- Сюїта з музики до фільму «Незабутній 1919-й» (аранжування Л. Атовмян), тв. 89а (1952)
- Балетна сюїта № 2 (1951)
- Балетна сюїта № 3 (1951)
- Балетна сюїта № 4 (1953)
- Святкова увертюра A-dur, тв. 96 (1954)
- Сюїта з музики до фільму «Овід» (аранжування Л. Атовмян), тв. 97а (1956)
- Сюїта з музики до фільму «Перший ешелон» (з хором; аранжування Л. Атовмян), тв. 99а (1956)
- «Новоросійські куранти» (1960)
- Сюїта з музики до фільму «П'ять днів — п'ять ночей» (аранжування Л. Атовмян), тв. 111а (1961)
- Сюїта з опери «Катерина Ізмайлова» для сопрано та оркестру, тв. 114а (1962)
- Увертюра на російські та киргизькі теми, тв. 115 (1963)
- Сюїта з музики до фільму «Гамлет» (аранжування Л. Атовмян), тв. 116а (1964)
- Сюїта з музики до фільму «Рік як життя» (аранжування Л. Атовмян), тв. 120а (1969)
- траурно-тріумфальна прелюдія пам'яті героїв Сталінградської битви, тв. 130 (1967)
- «Жовтень», симфонічна поема, тв. 131 (1967)
- «Марш радянської міліції» для духового оркестру, тв. 139 (1970)

## Твори за участю хору
- «От Карла Маркса до наших дней», симфонічна поема на слова М. Асєєва для голосів соло, хору та оркестру (1932), не закінчена, загублена
- «Клятва Наркому» на слова В. Саянова для баса, хору і фортепіано (1941)
- Пісня гвардійської дивізії («Идут бесстрашные гвардейские полки») на слова Рахмілевіча для баса, хору і фортепіано (1941)
- «Славься, Отчизна советов» на слова Є. Долматовського для хору і фортепіано (1943)
- «Чёрное море» на слова С. Алімова і Н. Верховського для баса, чоловічого хору та фортепіано (1944)
- «Заздравная песня о Родине» на слова І. Уткіна для тенора, хору та фортепіано (1944)
- «Поэма о Родине», кантата для мецо-сопрано, тенора, двох баритонів, баса, хору та оркестру, тв. 74 (1947)
- «Антиформалістичний райок» для чотирьох басів, читця, хору і фортепіано (1948/1968)
- «Песнь о лесах», ораторія на слова Є. Долматовського для тенора, баса, хору хлопчиків, змішаного хору і оркестру, тв. 81 (1949)
- «Наша песня» на слова К. Симонова для баса, хору і фортепіано (1950)
- «Марш сторонников мира» на слова К. Симонова для тенора, хору та фортепіано (1950)
- Десять поем на слова революційних поетів для хору без супроводу (1951)
- «Над Родиной нашей солнце сияет», кантата на слова Є. Долматовського для хору хлопчиків, змішаного хору і оркестру, тв. 90 (1952)
- «Мы Родину славим» (слова В. Сидорова) для хору і фортепіано (1957)
- «Мы в сердце октябрьские зори хранимо» (слова В. Сидорова) для хору і фортепіано (1957)
- Дві обробки російських народних пісень для хору без супроводу, тв. 104 (1957)
- «Заря Октября» (слова В. Харитонова) для хору і фортепіано (1957)
- «Казнь Степана Разина», вокально-симфонічна поема на слова Є. Євтушенко для баса, хору та оркестру, тв. 119 (1964)
- «Верность», вісім балад на слова Є. Долматовського для чоловічого хору без супроводу, тв. 136 (1970)

## Твори для голосу з супроводом
- Дві байки Крилова для мецо-сопрано, хору та оркестру, тв. 4 (1922)
- Шість романсів на вірші японських поетів для тенора та оркестру, тв. 21 (1928–1932)
- Чотири романсу на вірші А. С. Пушкіна для баса і фортепіано, тв. 46 (1936–1937)
- Сім обробок фінських народних пісень (Сюїта на фінські теми) для солістів (сопрано та тенора) та камерного ансамблю. Без н/тв. (1939)
- Шість романсів на вірші британських поетів у перекладі Б. Пастернака і С. Маршака для баса і фортепіано, тв. 62 (1942). Надалі оркестрована та видані як тв. 62а (1943), другий варіант оркестровки-як тв. 140 (1971)
- «Патріотична пісня» на слова Долматовського (1943)
- «Пісня про Червоної Армії» на слова М. Голодного (1943), спільно з А. Хачатуряном
- «з єврейської народної поезії» для сопрано, альта, тенора та фортепіано, тв. 79 (1948). Надалі зроблена оркестровка та видана як тв. 79а
- Два романсу на вірші М. Ю. Лермонтова для голосу та фортепіано, тв. 84 (1950)
- Чотири пісні на слова Є. Долматовського для голосу та фортепіано, тв. 86 (1950–1951)
- Чотири монологу на вірші А. С. Пушкіна для баса і фортепіано, тв. 91 (1952)
- «Грецькі пісні» (переклад С. Болотіна і Т. Сікорська) для голосу та фортепіано (1952–1953)
- «Пісні наших днів» на слова Є. Долматовського для баса і фортепіано, тв. 98 (1954)
- «Були поцілунки» на слова Є. Долматовського для голосу та фортепіано (1954)
- «Іспанські пісні» (переклад С. Болотіна і Т. Сікорська) для мецо-сопрано та фортепіано, тв. 100 (1956)
- «Сатири», п'ять романсів на слова Саші чорного для сопрано та фортепіано, тв. 109 (1960)
- ять романсів на тексти з журналу «Крокодил» для баса і фортепіано, тв. 121 (1965)
- Передмова до повного зібрання моїх творів та короткий роздум з приводу цієї передмови для баса і фортепіано, тв. 123 (1966)
- Сім віршів А. А. Блоку для сопрано та фортепіанного тріо, тв. 127 (1967)
- «Весна, весна» на вірші А. С. Пушкіна для баса і фортепіано, тв. 128 (1967)
- Шість романсів для баса та камерного оркестру, тв. 140 (по тв. 62; 1971)
- Шість віршів М. І. Цвєтаєвої для контральто та фортепіано, тв. 143 (1973), оркестрована як тв. 143а
- Сюїта на слова Мікеланджело Буонарроті у перекладі А. Ефроса для баса і фортепіано, тв. 145 (1974), оркестрована як тв. 145а
- Чотири вірші капітана Лебядкіна (з роману Ф. М. Достоєвського «Біси») для баса і фортепіано, тв. 146 (1974)

## Камерно-інструментальні твори
- Соната для віолончелі та фортепіано d-moll, тв. 40 (1934). Перше виконання - 25 грудень 1934, Ленінград. В. Кубацкій, Д. Шостакович
- Соната для скрипки та фортепіано, тв. 134 (1968). Перше виконання - 3 травня 1969, Москва. Д. Ф. Ойстрах, С. Т. Ріхтер
- Соната для альта та фортепіано, тв. 147 (1975). Перше виконання - 1 жовтня 1975, Ленінград. Ф. С. Дружинін, М. Мунтян

- Три п'єси для віолончелі та фортепіано, тв. 9 (1923–1924). Не опубліковані, загублені.
- Moderato для віолончелі та фортепіано (1930-е)
- Три п'єси для скрипки (1940), загублені

- Фортепіанне тріо № 1, тв. 8 (1923)
- Фортепіанне тріо № 2 e-moll, тв. 67 (1944), присвячене пам'яті І. І. Соллертинського. Перше виконання - Ленінград, 14 листопада 1944. Д. Циганов (скрипка), С. Ширинський (віолончель), Д. Шостакович (фортепіано)

- Струнний квартет № 1 C-dur, тв. 49 (1938). Перше виконання - 10 жовтня 1938, Ленінград. Квартет імені Глазунова
- Струнний квартет № 2 A-dur, тв. 68 (1944). Перше виконання - 14 листопада 1944, Ленінград. Квартет імені Бетховена
- Струнний квартет № 3 F-dur, тв. 73 (1946). Перше виконання - 16 грудень 1946, Москва. Квартет імені Бетховена
- Струнний квартет № 4 D-dur, тв. 83 (1949). Перше виконання - 3 грудня 1953, Москва. Квартет імені Бетховена
- Струнний квартет № 5 B-dur, тв. 92 (1952). Перше виконання - 13 листопада 1953, Москва. Квартет імені Бетховена
- Струнний квартет № 6 G-dur, тв. 101 (1956). перше виконання - 7 жовтня 1956, Ленінград. Квартет імені Бетховена
- Струнний квартет № 7 fis-moll, тв. 108 (1960). Перше виконання - 15 травня 1960, Ленінград. Квартет імені Бетховена
- Струнний квартет № 8 c-moll, тв. 110 (1960). Перше виконання - 2 жовтня 1960, Ленінград. Квартет імені Бетховена
- Струнний квартет № 9 Es-dur, тв. 117 (1964). Перше виконання - 20 листопада 1964, Москва. Квартет імені Бетховена
- Струнний квартет № 10 As-dur, тв. 118 (1964). Перше виконання - 20 листопада 1964, Москва. Квартет імені Бетховена
- Струнний квартет № 11 f-moll, тв. 122 (1966). Перше виконання - 28 травня 1966, Ленінград. Квартет імені Бетховена
- Струнний квартет № 12 Des-dur, тв. 133 (1968). Перше виконання - 14 вересня 1968, Москва. Квартет імені Бетховена
- Струнний квартет № 13 b-moll, тв. 138 (1970). Перше виконання - 13 грудень 1970, Ленінград. Квартет імені Бетховена
- Струнний квартет № 14 Fis-dur, тв. 142 (1973). Перше виконання - 12 листопада 1973, Ленінград. Квартет імені Бетховена
- Струнний квартет № 15 es-moll, тв. 144 (1974). Перше виконання - 15 листопада 1974, Ленінград. Квартет імені Танєєва

- Фортепіанний квінтет g-moll, тв. 57 (1940). Перше виконання - 23 листопада 1940, Москва. Квартет імені Бетховена, Д. Шостакович (фортепіано)

- Дві п'єси для струнного октету, тв. 11 (1924–1925)

## Твори для фортепіано
- Соната № 1 D-dur, тв. 12 (1926). Перше виконання — Ленінград, 12 Фотозвіт 1926, Д. Шостакович
- Соната № 2 h-moll, тв. 61 (1943). Перше виконання — Москва, 6 червня 1943, Д. Шостакович

- Численні ранні твори, у тому числі Траурний марш пам'яті жертв революції та ін
- Вісім прелюдій, тв. 2 (1918–1920), не опубліковані
- Менует, прелюдія та інтермецо (близько 1919–1920), не закінчені
- «Мурзилка»
- ять прелюдій (1919–1921), спільно з П. Фельдт і Г. Клеменсом
- Три фантастичних танцю, тв. 5 (1920–1922)
- «Афоризми», десять п'єс, тв. 13 (1927)
- Двадцять чотири прелюдії, тв. 34 (1932–1933)
- «Дитяча зошит», сім п'єс, тв. 69 (1944–1945)
- Двадцять чотири прелюдії та фуги, тв. 87 (1950–1951). Перше виконання — Ленінград, 23 і 28 грудня 1952, Т. Миколаєва
- «Сім танців ляльок» (1952)

- Сюїта fis-moll для двох фортепіано, тв. 6 (1922)
- «Веселий марш» для двох фортепіано (1949)
- Концертіно для двох фортепіано, тв. 94 (1954)
- Тарантела для двох фортепіано (1954)

## Оркестровки
- М. А. Римський-Корсаков — «Я в гроті чекав» (1921)
- В. Юманс — «Tea for Two» (оркестрованих під назвою «Таїті тротил»; 1927), тв. 16
- Дві п'єси Д. Скарлатті (для духового оркестру; 1928), тв. 17
- П. Дегейтера — Інтернаціонал (1937)
- М. П. Мусоргський — опера «Борис Годунов» (1939–1940), тв. 58
- М. П. Мусоргський — Пісня Мефістофеля в винарні Ауербаха («Пісня про бліх»; 1940)
- І. Штраус — полька «Веселий поїзд» (1941)
- Двадцять сім романсів та пісень (1941)
- Вісім англійських та американських народних пісень (в перекладі С. Маршака, С. Болотіна, Т. Сікорська) для баса і оркестру (1943)
- В. Флейшман — опера «Скрипка Ротшильда» (закінчення та оркестровка; 1944)
- М. П. Мусоргський — опера «Хованщина» (1958–1959), тв. 106
- М. П. Мусоргський — «Пісні та танці смерті» (1962)
- А. Давиденко — два хори, тв. 124 (1963)
- Р. Шуман — концерт для віолончелі з оркестром, тв. 125 (1963)
- Б. І. Тищенко — концерт для віолончелі з оркестром № 1 (1969)
- Л. ван Бетховен — «Пісня про бліх» (ор. 75 № 3; 1975)